# Morioris
Els morioris són el poble autòcton de la Polinesia de les Illes Chatham (Rēkohu en moriori; Wharekauri en maori), de Nova Zelanda. Els morioris es va originar a partir de colons maoris de Nova Zelanda cap al 1500 d.C. Va ser a prop del moment del canvi de la cultura maori arcaica a la clàssica de les principals illes de Nova Zelanda. La tradició oral registra múltiples onades de migració a les illes Chatham, a partir del segle XVI. Al llarg de diversos segles, la cultura d'aquests colons es va desviar del maori continental, desenvolupant un idioma (que va començar com un dialecte, però que es va convertir gradualment en només parcialment intel·ligible amb el maori), mitologia, expressió artística i forma de vida diferents. Actualment hi ha unes 700 persones que s'identifiquen com a morioris, la majoria de les quals ja no viuen a les illes Chatham. Al final del segle xix, alguns antropòlegs destacats van proposar erròniament que els moriori eren colons anteriors als maoris de Nova Zelanda continental, i possiblement d'origen melanesià.
Els primers moriori van formar grups tribals basats en els costums i l'organització socials de la Polinèsia oriental. Més tard, va sorgir una destacada cultura pacifista; això es coneixia com la llei de Nunuku, basada en els ensenyaments del líder moriori del segle xvi Nunuku-whenua. Aquesta cultura va facilitar als invasors maoris de Taranaki de gairebé exterminar-los a la dècada de 1830 durant les guerres dels mosquets. Aquest va ser el genocidi dels morioris, en el qual els morioris van ser assassinats o esclavitzats per membres dels Ngāti Mutunga i Ngāti Tama iwi, matant o desplaçant prop del 95% de la població moriori.
Els morioris, però, no van desaparèixer, i van obtenir aroha i reconeixement com a segon poble indígena de Nova Zelanda al llarg del segle següent, fins i tot rectificant l'ensenyament donat a les escoles, que menystenia els morioris i ignorava el genocidi. La seva cultura i idioma van experimentar un renaixement i es van donar prioritat als noms moriori de les seves illes. El febrer de 2020, el govern de Nova Zelanda va signar un tractat amb els líders tribals, concedint al poble maori els drets i llibertats consagrats en la llei, demanant disculpes, retornant restes robades dels morts en el genocidi i donant 18 milions de dòlars nous zelandesos en reparacions.